# خانه ویجا
خانه ویجا (به انگلیسی: Ouija House) یک فیلم سینمایی ترسناک فراطبیعی آمریکایی به کارگردانی بن دمیر محصول سال ۲۰۱۸ میلادی است.   بازیگران این فیلم تارا رید ، میشا بارتون ، کارلی شرودر و دی والاس می‌باشند. این فیلم در روز پنج شنبه ۵ مه ۲۰۱۸ در آخر هفته در تگزاس فریمار به نمایش درآمد. 

## خلاصه داستان فیلم
یک دانشجوی فارغ التحصیل در تلاش برای تکمیل کتاب خود در ماوراء الطبیعه خود میباشد، دوستان خود را به خانه‌ای با گذشته مرموز میبرد ، جایی که این گروه ناخواسته یک موجود شیطانی را با یک بازی وحشتناک احضار می‌کنند. 